# Шетти, Шилпа
Шилпа Шетти (англ. Shilpa Shetty) — индийская киноактриса, снимавшаяся преимущественно в фильмах на хинди. Старшая сестра Шамиты Шетти. Дебютировала в фильме 1993 года «Игра со смертью». Победительница пятого сезона британского телешоу Celebrity Big Brother. Совладелица крикетной команды Rajasthan Royals.

## Биография
Шилпа Шетти родилась 8 июня 1975 года в семье бывших моделей Сурендра и Сунанды Шетти в городе Мангалур в индийском штате Карнатака.
Её мать была моделью для Forhans, Bournvita, а её отец участвовал в рекламе очков Yera, её младшая сестра Шамита Шетти — актриса.
Окончила школу в Чембуре (пригороде Мумбаи) и Колледж Подара в микрорайоне Матунга. Шилпа также была капитаном команды по волейболу в школе и получила чёрный пояс по карате.
В 15 лет Шилпа захотела стать моделью, но её рост и вес не соответствовал установленным параметрам и на кастинге ей отказали.
В возрасте 17 лет ей предложили главную роль в фильме Mera Dil с Рахулом Роем, но фильм так и не был снят до конца. Далее Шилпе предложили роль в триллере «Игра со смертью» (1993) c Шахрухом Ханом и Каджол. Фильм стал хитом, а Шилпа была номинирована на Filmfare Awards.
Она снялась почти в 50 фильмах на хинди, тамильском, телугу и каннада языках, свою первую ведущую роль сыграв в 1994 году — AAG.
В настоящее время Шилпа принимает активное участие в кампании против СПИДа и является ярым защитником в борьбе против жестокого обращения с животными.
Шетти подозревалась в связях с мафией.

## Личная жизнь
С 22 ноября 2009 года Шилпа замужем за бизнесменом и продюсером Раджем Кундра (род.1975). 10 декабря 2011 года стало известно, что супруги ожидают появление своего первенца.
В 2012 году родился сын Виаан.

## Интересные факты
Впервые за всю историю Болливуда в 2006 году родные сёстры: сама Шилпа и Шамита Шетти появятся вместе в одном фильме.
Фотографы запечатлели, как, изображая танцевальное па, герой фильма «Давайте потанцуем» — Ричард Гир прикоснулся губами к щеке Шилпы. Снимки, напечатанные во всех ведущих газетах, вызвали в Индии волну негодования.

## Фильмография

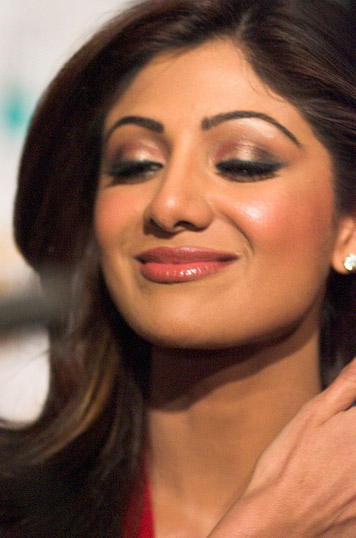
Шетти в 2007 году

| Год  |   | Русское название           | Оригинальное название              | Роль                                     |
| ---- | - | -------------------------- | ---------------------------------- | ---------------------------------------- |
| 1993 | ф | Игра со смертью            | Baazigar                           | Сима Чопра                               |
| 1994 | ф |                            | Aag                                | Биджли                                   |
| 1994 | ф | Не пытайся меня переиграть | Main Khiladi Tu Anari              | Мона / Басанти                           |
| 1994 | ф | Приди, любовь моя          | Aao Pyaar Karen                    | Чхая                                     |
| 1995 | ф |                            | Hathkadi                           | Неха                                     |
| 1996 | ф |                            | Mr. Romeo (там.)                   | Шилпа                                    |
| 1996 | ф |                            | Chhote Sarkar                      | Сима                                     |
| 1996 | ф |                            | Himmat                             | Ниша                                     |
| 1996 | ф |                            | Sahasa Veerudu Sagara Kanya (тел.) | Бангару                                  |
| 1997 | ф |                            | Prithvi                            | Неха / Рашми                             |
| 1997 | ф |                            | Insaaf                             | Дивья                                    |
| 1997 | ф |                            | Zameer: The Awakening of a Soul    | Рома Кхурана                             |
| 1997 | ф |                            | Auzaar                             | Пратхна Тхакур                           |
| 1997 | ф |                            | Veedevadandi Babu (тел.)           | Нандхана                                 |
| 1998 | ф | Женись по любви            | Pardesi Babu                       | Чинни Чопра                              |
| 1999 | ф | Зверь                      | Jaanwar                            | Мамта                                    |
| 1999 | ф | Тяжесть на душе            | Shool                              | камео в песне «UP Bihar»                 |
| 1999 | ф | Красный падишах            | Lal Baadshah                       | дочь адвоката                            |
| 2000 | ф | Биение сердца              | Dhadkan                            | Анджали                                  |
| 2001 | ф | Индиец                     | Indian                             | Анджали Радж Шекхар Азад                 |
| 2002 | ф | От ненависти до любви      | Badhaai Ho Badhaai                 | Радха / Банто Бетти                      |
| 2002 | ф | Родная кровь               | Rishtey                            | Вайджанти                                |
| 2003 | ф |                            | Ondagona Baa (канн.)               | Белли                                    |
| 2004 | ф | Не все потеряно            | Phir Milenge                       | Таммана Сахни                            |
| 2004 | ф | Честь                      | Garv                               | Нешп                                     |
| 2005 | ф | Час X                      | Dus                                | Адити                                    |
| 2006 | ф |                            | Auto Shankar (канн.)               | Майя                                     |
| 2006 | ф | После свадьбы              | Shaadi Karke Phas Gaya Yaar        | Ахана Капур                              |
| 2007 | ф |                            | Life in a... Metro                 | Шикха                                    |
| 2007 | ф |                            | Apne                               | Симран                                   |
| 2007 | ф | Когда одной жизни мало     | Om Shanti Om                       | камео в песне «Deewangi Deewangi»        |
| 2008 | ф | Близкие друзья             | Dostana                            | камео в песне «Shut Up & Bounce»         |
| 2014 | ф |                            | Dishkiyaoon                        | камео в песне «Tu Mere Type Ka Nahi Hai» |
| 2021 | ф |                            | Hungama 2                          | Анджали Тивари                           |

## Награды
| Награды                          | Награды                      | Награды                | Награды | Награды |
| Премия                           | Категория                    | Фильм                  | Год     | Ссылки  |
| -------------------------------- | ---------------------------- | ---------------------- | ------- | ------- |
| Bollywood Movie Awards           | Лучшая актриса второго плана | Женись по любви        | 1999    | [ 4 ]   |
| Indian Television Academy Awards | The GR8!Achiever Laurel      | шоу Bigg Boss 2        | 2008    | [ 5 ]   |
| Zee Cine Awards                  | Лучшая актриса второго плана | Жизнь в большом городе | 2008    | [ 6 ]   |